# راين 2
راين 2 (بالألمانية: Rhein II) هي صورة صورها الفنان المرئي الألماني أندرياس جورسكي في عام 1999 وقد بيعت في المزاد بـ$4.3 مليون، مما يجعلها أغلى صورة فوتوغرافية بيعت على الإطلاق.
الصورة أنتجت كالثانية (والأكبر) من مجموعة ستة صور لنهر الراين. في الصورة، نهر الراين يجري عمودياً خلال مجال الرؤية، بين حقول خضراء وتحت سماء مغيمة.
أزيلت تفاصيل غريبة مثل الكلب مشوا وبناء مصنع للفنان باستخدام التحرير الرقمي، وقال غورسكي تبريرا على هذا التلاعب في صورة «ومن المفارقات، وهذا الرأي من نهر الراين لا يمكن الحصول عليها في الموقع، وكان بناء وهمية المطلوبة لتقديم صورة دقيقة عن نهر الحديث». أنتجت غورسكي كبيرة جدا اللونية طباعة لون الصورة، التي شنت على زجاج الاكريليك، ثم وضعها في الإطار. والصورة نفسها يقيس 73 من 143 بوصة (190 سم × 360 سم)، في حين يقيس إطار 81 من 151 بوصة (210 سم × 380 سم). [1]
وقد اكتسبت المطبوعة في الأصل من قبل غاليري مونيكا Sprüth في كولونيا، وبعد ذلك اشتريت من قبل جامع الألماني المجهول. في جامع تباع الطباعة عن طريق المزاد في دار كريستيز في نيويورك في 8 تشرين الثاني عام 2011، الذي يقدر أن جلب بسعر 2.5 $ . -3.5m ويباع في الواقع عن 4338500 $ (ثم حول 2.7M £)؛ لم يتم الكشف عن هوية المشتري.
وقد وصفت العمل الفنون الكاتب فلورنسا المياه في صحيفة الديلي تلغراف بأنه «نابضة بالحياة، جميلة لا تنسى - أود أن أقول لا تنسى - تويست المعاصر في [...] المشهد الرومانسي» والصحفي Maev كينيدي في الجارديان بأنها «صورة طينية من نهر الراين رمادي تحت سماء رمادية».